# Кронекер, Гуго
Карл Гуго Кро́некер (нем. Karl Hugo Kronecker; 27 января 1839, Лигниц, Германия (ныне Легница, Польша) — 6 июня 1914, Бад-Наухайм, Германия) — немецкий физиолог. Брат известного математика Леопольда Кронекера (1823—1891).

## Биография
Из зажиточной еврейской семьи. Учился в Гейдельберге и Берлине, затем работал у Кюне и Людвига в Лейпциге, где в 1875 году был назначен экстраординарным профессором, в 1877 перешёл в Берлинский физиологический институт, а в 1885 году — ординарным профессором физиологии в Берн.
Научные исследования Кронекера касались среди прочих раздражимости и работы сердца, иннервации дыхания, источников животной теплоты, механизма глотания, ассимиляции белковых веществ и многого другого. Кронекер нашёл координационный центр для биения сердца и предложил новый способ трактования физиологии обоняния. В 1881—1885 годах совместно с Сенатором издавал «Centralblatt für die medizinische Wissenschaft».
В 1883 году Гуго Кронекер и Самуэль Мельцер впервые выполнили исследования моторики пищевода человека с помощью разработанного ими нового метода — эзофагоманометрии.